# Tisno
Tisno és un poble de Croàcia, el més important de la costa est de l'illa de Murter, al comtat de Šibenik-Knin,. Al municipi hi ha els pobles de: Betina al costat nord-oest i Jezera a la costa sud-est. Es va establir en 1475 durant la primera guerra turco-veneciana quan el Dux de Venècia va enviar 300 ducats a Jerolim Pisari, príncep de Šibenik per construir muralles defensives a la zona de Mandalina i Tisno. Fins al 1548 va pertànyer a la parròquia de Murter.
El nom original de Tisno, amb la dissolució de l'imperi austrohongarès es anomenar en italià com Stretto, i durant l'antiga Iugoslàvia es va tornar a traduir a Tijesno.